# 欢乐女神闪蝶
欢乐女神闪蝶（Morpho didius）是一种新热带蝴蝶，属于蛺蝶科的眼蝶亞科。一些作者认为它是大藍閃蝶的一个亞種。

## 描述

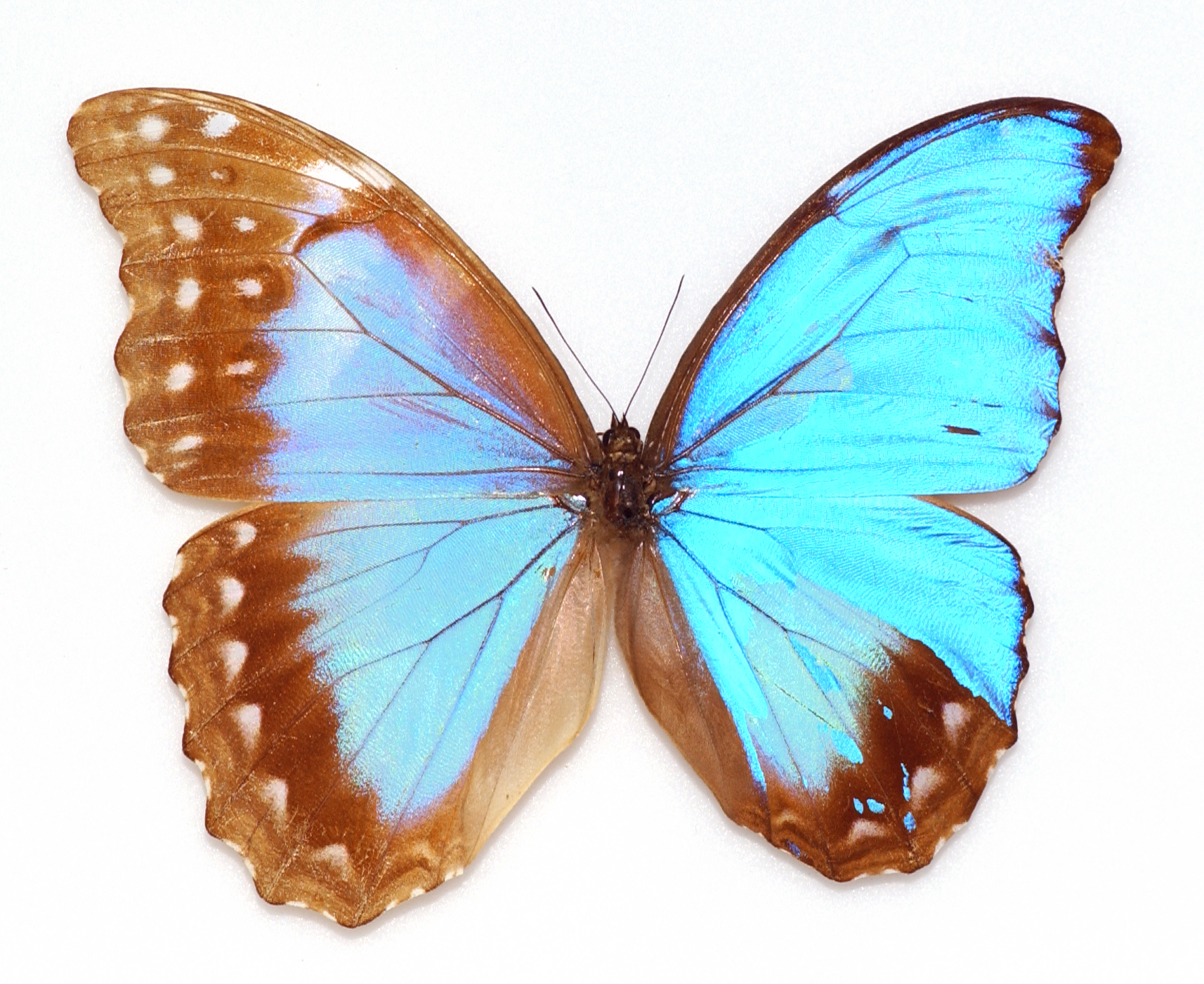
欢乐女神闪蝶
该标本是雌雄同体（里尔自然史博物馆）。

欢乐女神闪蝶翼展可达150毫米，是闪蝶属中最大的一种。翅膀背侧呈彩虹色和金属蓝色，前翅相当细长。

## 分布
该物种分布于秘鲁。

## 生物学
该物种毛蟲以棕榈树为食。